# Bressolles, Ain

Bressolles este o comună în departamentul Ain din estul Franței.